# أنطونيو غرانت
أنطونيو غرانت (بالإنجليزية: Antonio Grant) (و. 1976  م) هو لاعب كرة سلة أمريكي، ولد في أوغستا، جورجيا، مركز لعبه هو لاعب هجوم صغير الجسم.

## روابط خارجية
- أنطونيو غرانت على موقع كرة السلة الأوروبية.كوم (الإنجليزية)
- أنطونيو غرانت على موقع كلية كرة السلة في سبورتس رفرنس.كوم (الإنجليزية)
- أنطونيو غرانت على موقع ريلجم (الإنجليزية)
- أنطونيو غرانت على موقع بروبوليرز (الإنجليزية)
- أنطونيو غرانت على موقع سبورتس رفرنس (الإنجليزية)
- أنطونيو غرانت على موقع سبورتس رفرنس (الإنجليزية)